# Eridan (geologia)
Eridan (też Eridanos) – rzeka płynąca w eocenie z północy na południe na obszarze dzisiejszego Bałtyku ok. 40 mln lat temu i później. Podczas miocenu, 12 milionów lat temu rzeka sięgała terenu obecnego Morza Północnego. System rzeczny zniszczony został podczas zlodowaceń plejstoceńskich, a w jego miejscu powstał basen współczesnego Morza Bałtyckiego. Źródła rzeki lokuje się w północnej części Zatoki Botnickiej i Laponii. Rzeka tworzyła szeroką deltę na obszarze obecnej Zatoki Gdańskiej deponując, prócz materiału terygenicznego, materię organiczną wraz z żywicą drzew iglastych (Pinus succinifera). Usypane w delcie pokłady piasków z glaukonitem tworzą tzw. ziemię niebieską zawierającą duże ilości bursztynu. Dlatego też bywa nazywana „rzeką bursztynową”. W miocenie sięgając dalej na zachód tworzyła rozległą deltę w rejonie dzisiejszej Holandii i na północ od niej. Materiał złożony przez rzekę w tym obszarze osiąga 1,5 km grubości i zajmuje obszar o powierzchni 100 tys. km².